# Hippophae sinensis
Hippophae sinensis — вид квіткових рослин з родини маслинкових (Elaeagnaceae). Поширення: Північно-Центральний, Південно-Центральний Китай, Внутрішня Монголія, Цинхай.

## Опис
Hippophae sinensis – листопадне дерево, яке швидко виростає до 15 метрів. Цвіте у квітні, а насіння дозріває з вересня по жовтень. Вид дводомний (окремі квітки бувають чоловічими або жіночими, але на одній рослині є лише одна стать, тому для отримання насіння необхідно вирощувати як чоловічі, так і жіночі рослини). Запилюється вітром.

## Використання
Фрукти вживають сирими або вареними. Дуже багаті на вітамін С, але занадто кислі в сирому вигляді для більшості людей. Після заморозків або після приготування фрукти стають менш кислими. Фрукти дозрівають з кінця вересня і зазвичай висять на рослинах всю зиму, якщо їх не з'їдять птахи. Найкраще використовувати до будь-яких заморозків, оскільки смак і якість заморожених ягід швидко погіршуютьсяref name="PFAF"/>.